# Ван Дуйн, Ричард
Ричард Палмер ван Дуйн (англ. Richard Palmer Van Duyne; 28 октября 1945, Ориндж, Нью-Джерси — 28 июля 2019, Уилметт, Иллинойс) — американский физикохимик, один из пионеров в исследовании и использовании эффекта гигантского комбинационного рассеяния.

## Биография
Родился в Ориндже, Нью-Джерси, в семье инженера. Получил степень бакалавра в Политехническом институте Ренсселера в 1967 году, после чего перешёл в Университет Северной Каролины в Чапел-Хилле, где в 1971 году защитил под руководством Чарльза Н. Рейлли (Charles N. Reilley) докторскую диссертацию на тему «I. Низкотемпературная электрохимия. II. Хронокулонометрия с двойным шагом потенциала» (англ. I. Low Temperature Electrochemistry. II. Double Potential Step Chronocoulometry). В том же году переехал в Северо-Западный университет, где проработал до конца жизни: сначала на должности доцента (Assistant Professor of Chemistry, 1971—1976; Associate Professor of Chemistry, 1976—1979), затем профессором химии (1979—1986), именным профессором химии (Charles E. and Emma H. Morrison Professor of Chemistry, с 1986) и одновременно профессором прикладной физики (с 2011) и профессором биомедицинской инженерии (с 2012). Оказывал консультационные услуги компаниям Eastman Kodak (1977—1991), Oxonica (2004—2010) и Ohmx (с 2004).
Много внимания уделял педагогической деятельности, подготовил более 60 докторов наук. Занимался популяризацией исследований, активно выступал за привлечение женщин в науку, был членом Консультативного совета Музей науки и промышленности (Чикаго) и участвовал в организации в нём выставки, посвящённой нанотехнологии. Входил в редакционные коллегии журналов Analytical Instrumentation (1980—1993), Journal of Physical Chemistry (1983—1988), Annual Review of Physical Chemistry (2007—2011), Accounts of Chemical Research (2007—2013), Journal of Raman Spectroscopy (с 2010), Nano Letters (c 2010), Langmuir (2013—2015).
Был женат на писательнице и поэтессе Джерилин Мирипол (Jerilyn Miripol).
Скончался от лёгочного фиброза.

## Научная деятельность
В 1974 году Мартин Флейшман с коллегами обнаружили существенное (на несколько порядков) увеличение интенсивности спектров комбинационного рассеяния света молекулами, адсорбированными на шероховатых поверхностях серебряных электродов. Ван Дуйн вскоре понял, что этот эффект не мог быть объяснён простым увеличением площади поверхности электродов, как предполагалось первоначально. В 1977 году ван Дуйн вместе со своим студентом Дэвидом Джинмэром (David L. Jeanmaire) опубликовал классическое объяснение этого явления, связав его с локальным увеличением напряжённости электрического поля вблизи шероховатой поверхности металла и дав ему название гигантского комбинационного рассеяния (ГКР, в англоязычной литературе Surface-enhanced Raman scattering, SERS). В 1978 году ван Дуйн и Джордж Шатц дали теоретический анализ эффекта, связав его с возбуждением в металле поверхностных плазмонов. Последующие эксперименты подтвердили электромагнитный механизм в качестве основного объяснения ГКР. В частности, были детально исследованы связи между ГКР и возбуждением поверхностных плазмонных резонансов в наноструктурированных металлических подложках. Для этого группой ван Дуйна был разработан ряд методик синтеза таких подложек (плёнка поверх наносфер, литография с помощью наносфер), что стало возможно в 1990-е годы благодаря появлению дешёвых методов синтеза наночастиц требуемой формы и размера. В дальнейшем группа ван Дуйна исследовала предельные возможности спектроскопии ГКР, зарегистрировав сигнал от одиночных молекул и достигнув рекордных усилений сигнала с помощью оптимизированных подложек, что позволило разобраться в деталях плазмонного механизма. Одним из практических результатов этих исследований стала разработка методики определения присутствия красителей, белков и других биологических молекул. На основе ГКР был создан сенсор для детектирования глюкозы в живом организме, а также методы выявления пигментов в объектах живописи, что важно для их идентификации и реставрации. В последние годы ван Дуйн развивал технологию получения ГКР-спектров с фемтосекундным временным разрешением.
С конца 1990-х годов ван Дуйн с соавторами использовали свой опыт в создании наноструктурированных металлических поверхностей для развития спектроскопии поверхностного плазмонного резонанса. Суть подхода состоит в высокой чувствительности частоты резонанса к диэлектрическим свойствам окружающей среды, что позволяет с большой точностью фиксировать изменения окружения по небольшим сдвигам положения резонанса. Как и в случае с ГКР, методика была доведена до уровня отдельных молекул и применена для разработки химических и биологических сенсоров (в том числе для определения биомаркеров болезни Альцгеймера).
С середины 2000-х годов группа ван Дуйна уделяла повышенное внимание развитию нового подхода, основанного на ГКР, — так называемой усиленной остриём рамановской спектроскопии. Суть метода состоит в том, что сигнал комбинационного рассеяния света усиливается только от молекул, которые находятся в непосредственной близости от тонкого металлического острия. Перемещая это остриё вдоль поверхности образца, можно её сканировать и получать информацию с высоким пространственным разрешением. В 2012 году ван Дуйн с соавторами продемонстрировали спектры одиночных молекул, полученные с помощью этой методики, а затем исследовали электрохимические реакции на молекулярном уровне.

## Награды и членства
- Стипендия Слоуна (1974—1978)
- Действительный член Американской ассоциации содействия развитию науки (1983)
- Действительный член Американского физического общества (1985)
- Премия Эрла Плайлера в области молекулярной спектроскопии[англ.] (2004)
- Член Американской академии искусств и наук (2004)
- Премия Эллиса Липпинкотта[англ.] (2008)
- Член Национальной академии наук США (2010)
- Премия Американского химического общества в области аналитической химии (2010)
- Премия сэра Джорджа Стокса (2013)
- Действительный член Королевского химического общества (2013)
- Премия Брайта Уилсона в области спектроскопии[англ.] (2014)
- Действительный член Американского химического общества (2018)[2]

## Избранные публикации
- Jeanmaire D.J., Van Duyne R.P. Surface Raman spectroelectrochemistry: Part I. Heterocyclic, aromatic, and aliphatic amines adsorbed on the anodized silver electrode // Journal of Electroanalytical Chemistry and Interfacial Electrochemistry. — 1977. — Vol. 84. — P. 1-20. — doi:10.1016/S0022-0728(77)80224-6.
- Haynes C.L., Van Duyne R.P. Nanosphere Lithography: A Versatile Nanofabrication Tool for Studies of Size-Dependent Nanoparticle Optics // Journal of Physical Chemistry B. — 2001. — Vol. 105. — P. 5599-5611. — doi:10.1021/jp010657m.
- Haes A.J., Van Duyne R.P. A Nanoscale Optical Biosensor:  Sensitivity and Selectivity of an Approach Based on the Localized Surface Plasmon Resonance Spectroscopy of Triangular Silver Nanoparticles // Journal of the American Chemical Society. — 2002. — Vol. 124. — P. 10596-10604. — doi:10.1021/ja020393x.
- McFarland A.D., Van Duyne R.P. Single Silver Nanoparticles as Real-Time Optical Sensors with Zeptomole Sensitivity // Nano Letters. — 2003. — Vol. 3. — P. 1057-1062. — doi:10.1021/nl034372s.
- Sherry L.J., Chang S.-H., Schatz G.C., Van Duyne R.P., Wiley B.J., Xia Y. Localized Surface Plasmon Resonance Spectroscopy of Single Silver Nanocubes // Nano Letters. — 2005. — Vol. 5. — P. 2034-2038. — doi:10.1021/nl0515753.
- Willets K.A., Van Duyne R.P. Localized Surface Plasmon Resonance Spectroscopy and Sensing // Annual Review of Physical Chemistry. — 2007. — Vol. 58. — P. 267-297. — doi:10.1146/annurev.physchem.58.032806.104607.
- Anker J.N., Hall W.P., Lyandres O., Shah N.C., Zhao J., Van Duyne R.P. Biosensing with plasmonic nanosensors // Nature Materials. — 2008. — Vol. 7. — P. 442–453. — doi:10.1038/nmat2162.
- Stiles P.L., Dieringer J.A., Shah N.C., Van Duyne R.P. Surface-Enhanced Raman Spectroscopy // Annual Review of Analytical Chemistry. — 2008. — Vol. 1. — P. 601-626. — doi:10.1146/annurev.anchem.1.031207.112814.
- Kreno L.E., Leong K., Farha O.K., Allendorf M., Van Duyne R.P., Hupp J.T. Metal–Organic Framework Materials as Chemical Sensors // Chemical Reviews. — 2012. — Vol. 112. — P. 1105-1125. — doi:10.1021/cr200324t.